# فرم خوب
فرم خوب، یا به‌طور تحت‌الفظی «ایده خوب» (ἡ τοῦ ἀγαθοῦ ἰδέα) مفهومی در فلسفه افلاطون است. در دیالوگ افلاطون به نام جمهور که از زبان کاراکتر سقراط صحبت می‌کند وصف شده است. این فرم اجازه می‌دهد فلاسفه-در-آموزش به شهریاران-فیلسوف ترفیع یابند. نمی‌تواند به‌وضوح دیده یا وصف شود، اما فرمی است که اجازه می‌دهد یک نفر همه فرم‌ها دیگر را دریابد. تعریف خوب فرمی است بی‌عیب، ابدی-ازلی، و لایتغیر که خارج از فضا و زمان وجود دارد، که چیزهای خوب به‌خصوص آن را مشترکند.